# 布伦茨河畔京根
布伦茨河畔京根是德国巴登-符腾堡州的一个市镇。总面积44.07平方公里，总人口19436人，其中男性9645人，女性9791人（2011年12月31日），人口密度441人/平方公里。